# Wolfiporia extensa
Wolfiporia extensa är en svampart som först beskrevs av Peck, och fick sitt nu gällande namn av Ginns 1984. Wolfiporia extensa ingår i släktet Wolfiporia och familjen Polyporaceae.   Inga underarter finns listade i Catalogue of Life.

## Källor

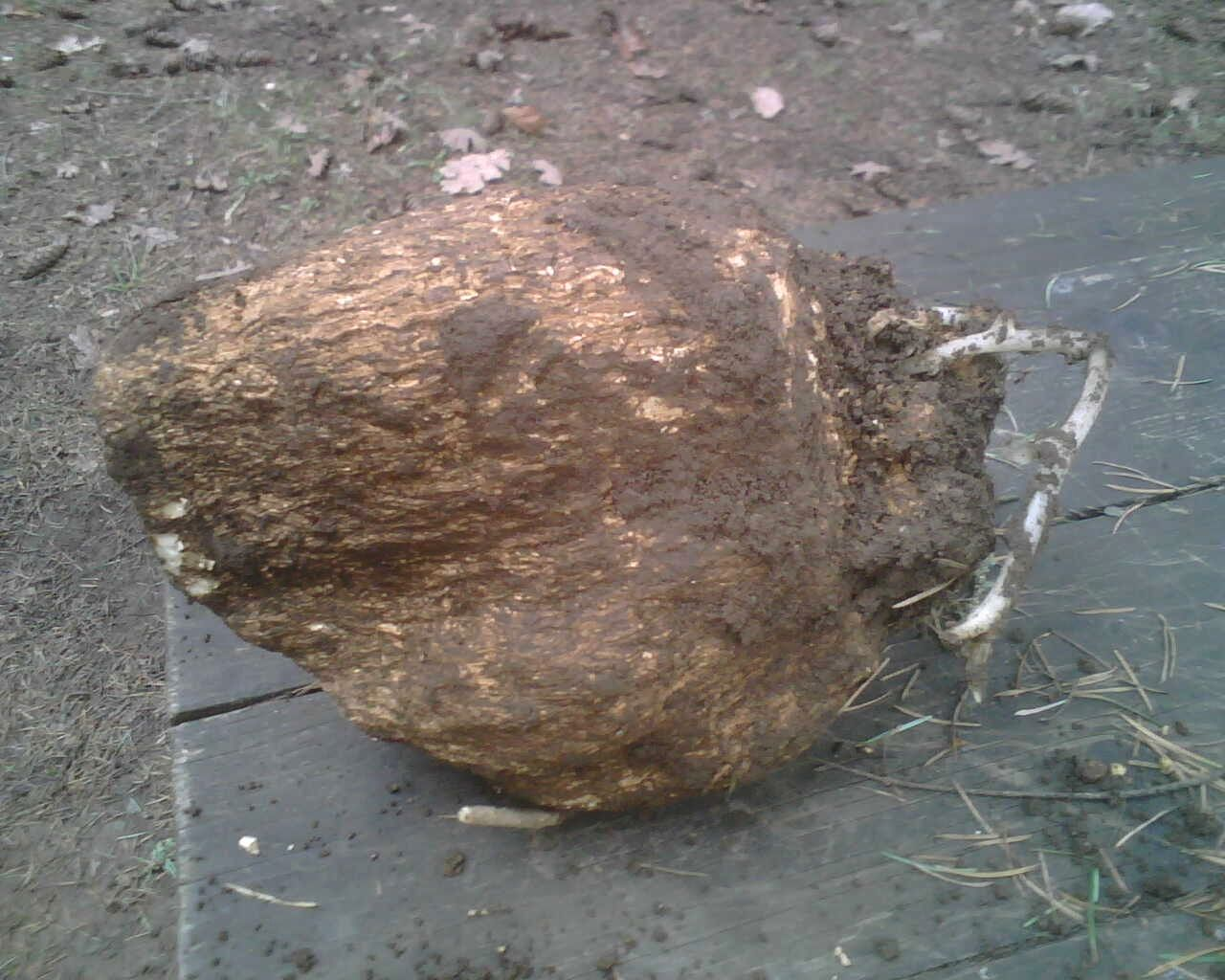
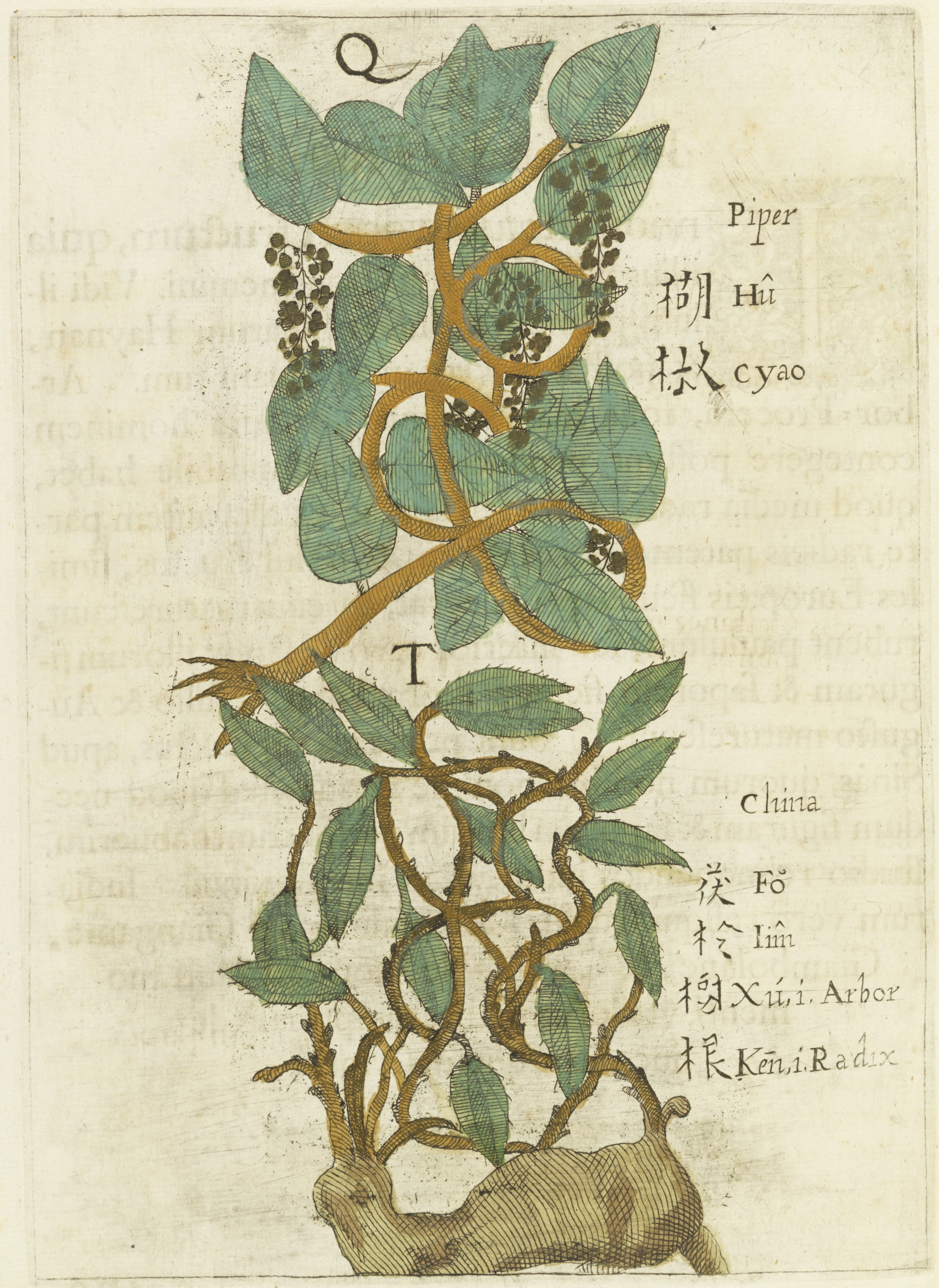